# فرانك روبنسون
فرانك روبنسون (بالإنجليزية: Frank Norman Robinson)‏ (و. 1911 – 1997 م) هو عالم طيور، توفي عن عمر يناهز 86 عاماً.